# Ste-Marie-Madeleine (Marseille)

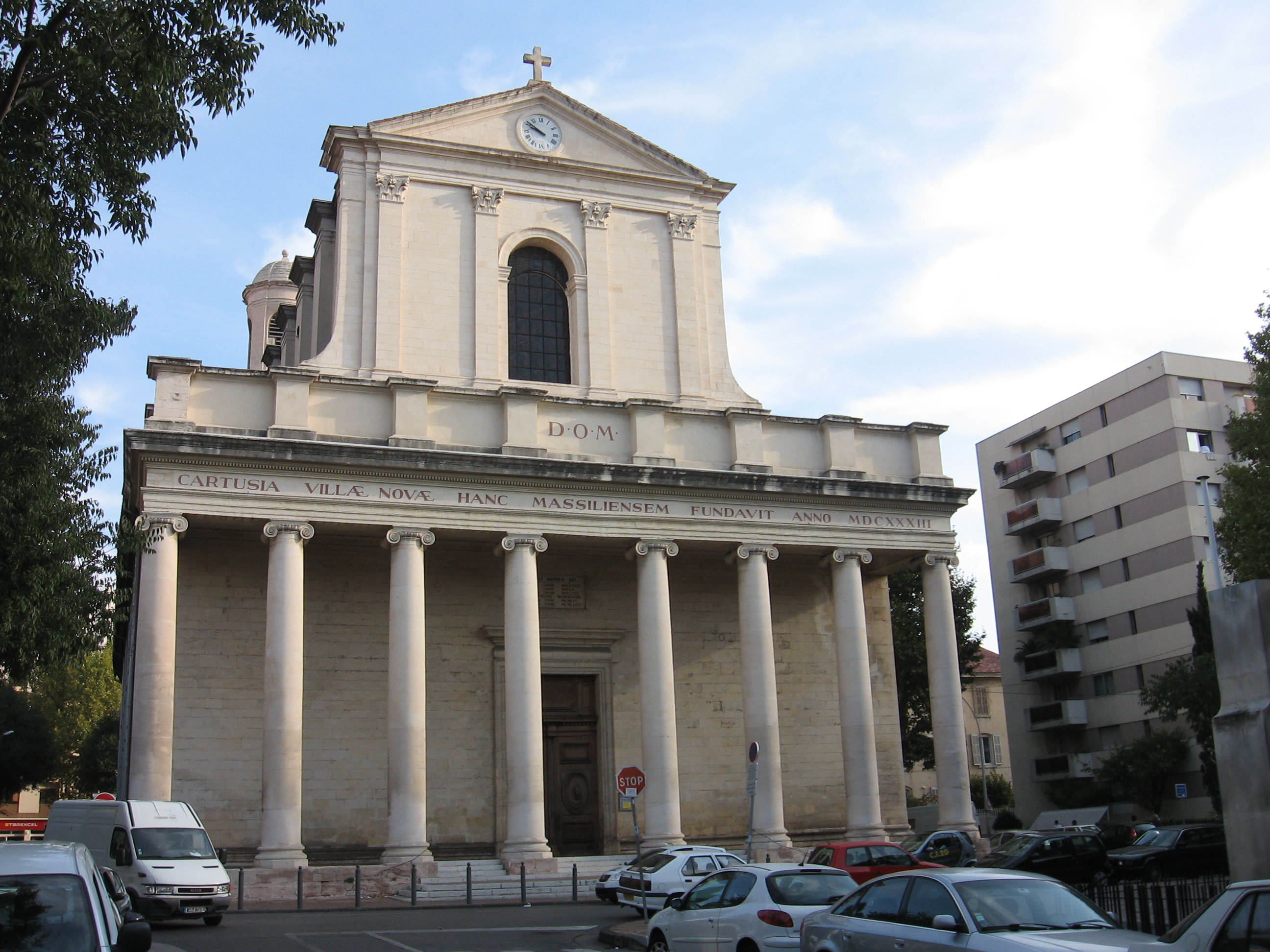
St-Joseph (Marseille)

Die Kirche Ste-Marie-Madeleine (auch: Église des Chartreux „Kartäuserkirche“) ist eine römisch-katholische Kirche in der südfranzösischen Stadt Marseille. Das Gebäude steht seit 2020 als Monument historique unter Denkmalschutz.

## Lage und Patrozinium

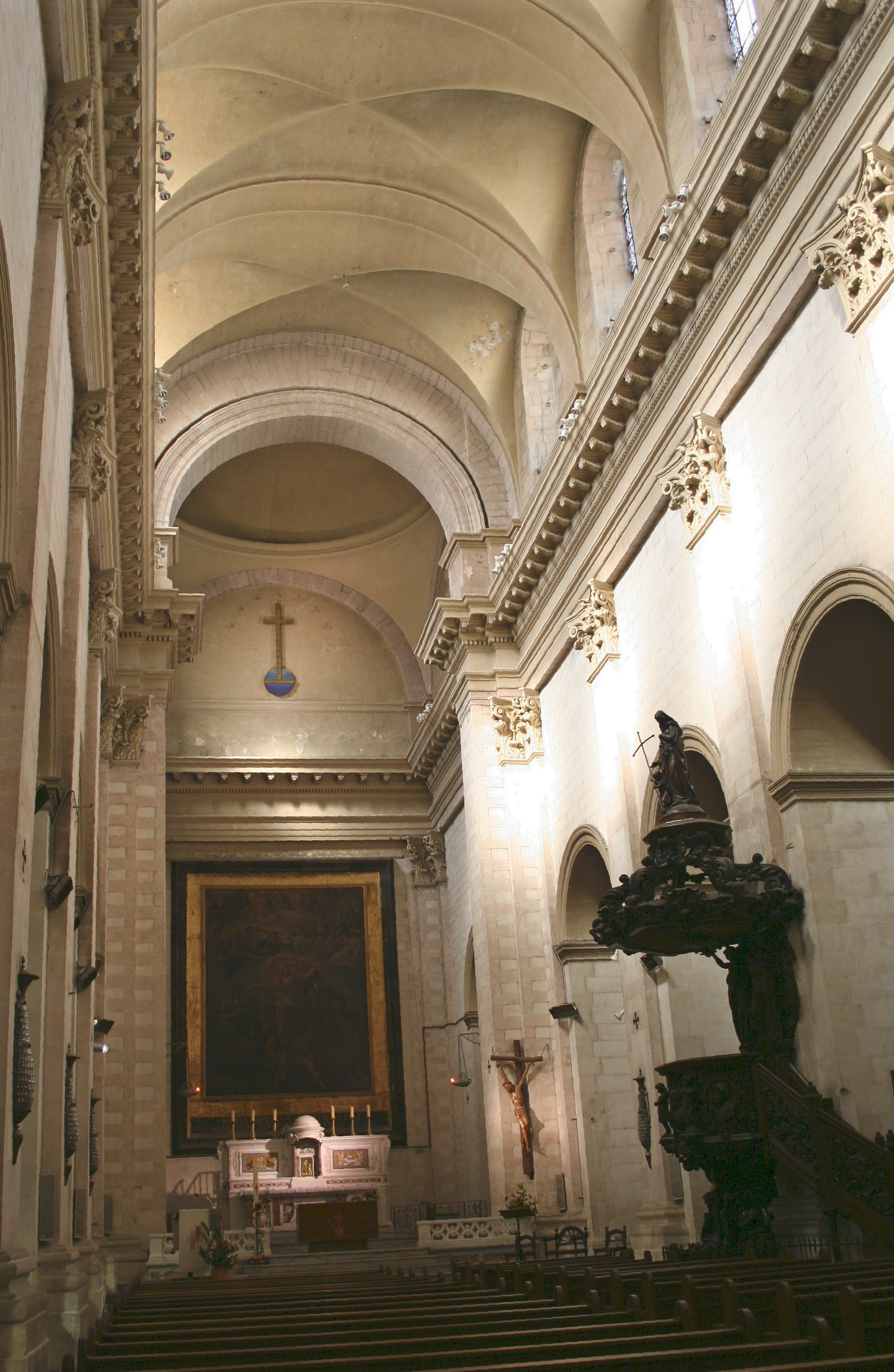
St-Joseph (Marseille)

Die Kirche befindet sich im 4. Arrondissement (Place Edmond Audran Nr. 26). Sie ist zu Ehren der heiligen Maria Magdalena geweiht.

## Geschichte
Die seit 1633 am Ort ansässigen Kartäuser bauten von 1680 bis 1696 die Klosterkirche Sainte-Marie-Madeleine und nutzten sie bis zu ihrer Auflösung durch die Französische Revolution. Seit 1801 ist sie Pfarrkirche. Das Kirchenschiff misst 47 × 10 Meter und ist 27 Meter hoch.

## Ausstattung

St-Joseph (Marseille)

1. Gemälde von Michel Serre (1658–1733) „Maria Magdalena wird von Engeln fortgetragen“
2. Hochaltar
3. Kruzifix von Georges Chauvel (1956)
4. Kanzel
5. Grabmal des letzten Kartäusers Dom Joseph Martinet (1750–1795)
6. Therese von Lisieux (Statue von Alfred Lang, 1956)
7. Antonius von Padua (Statue von Louis Botinelly, 1883–1962)
8. Bruno von Köln (Statue von Louis Botinelly)
9. Maria Magdalena (Statue von Louis Botinelly)
10. Taufbecken
11. Muttergottes mit Kind (Unsere Liebe Frau vom Rosenkranz)
12. Josef und das Jesuskind (Statue von Alfred Lang, 1956)
13. Pietà von Élie-Jean Vézien (1890–1982)
14. „Verkündigung“ (Flachrelief von Barat)
15. Unsere Liebe Frau von Lourdes (Elie Jean Vézien)
16. Kirchenfenster
17. Orgel von Charles Mutin (1912)
18. Wandleuchter